# Parafia Zesłania Ducha Świętego w Winownie
Parafia Zesłania Ducha Świętego w Winownie – parafia rzymskokatolicka, znajdująca się w archidiecezji częstochowskiej, w dekanacie koziegłowskim. Parafia liczy 600 wiernych, mieszkańców Winowna i Krusina.

## Historia
Wieś w latach 1595–1988 należała do kościoła parafialnego w Koziegłówkach. Parafię w Winownie ustanowił ks. bp Stanisław Nowak 16 października 1988 roku, wydzielając jej teren z parafii w Koziegłówkach. Do 1993 proboszcz dojeżdżał z Koziegłówek. Początkowo Msze św. były odprawiane w remizie strażackiej, a potem w prywatnym domu.
Plac pod budowę kościoła został poświęcony 13 maja 1989 roku, a następnie w miejscu, gdzie obecnie stoi krzyż misyjny, w kilkanaście dni powstała tymczasowa kaplica. Obecna świątynia została uroczyście poświęcona przez ks. abp Stanisława Nowaka 11 maja 2008 roku.
W 2013 obchodzono 25-lecie parafii. Uroczystej Mszy św. przewodniczył ks. abp Stanisław Nowak.

## Proboszczowie parafii
| imię i nazwisko           | lata urzędowania |
| ------------------------- | ---------------- |
| ks. Henryk Gorgoń         | 1988–1994        |
| ks. Zbigniew Biedroń      | 1994–1996        |
| ks. Zbigniew Berdys       | 1996–2009        |
| ks. Robert Stefan Rajczyk | 2009–2016        |
| ks. Wojciech Gaura        | 2016–2019        |
| ks. Adam Martyna          | od 2019          |